# Рукавиця

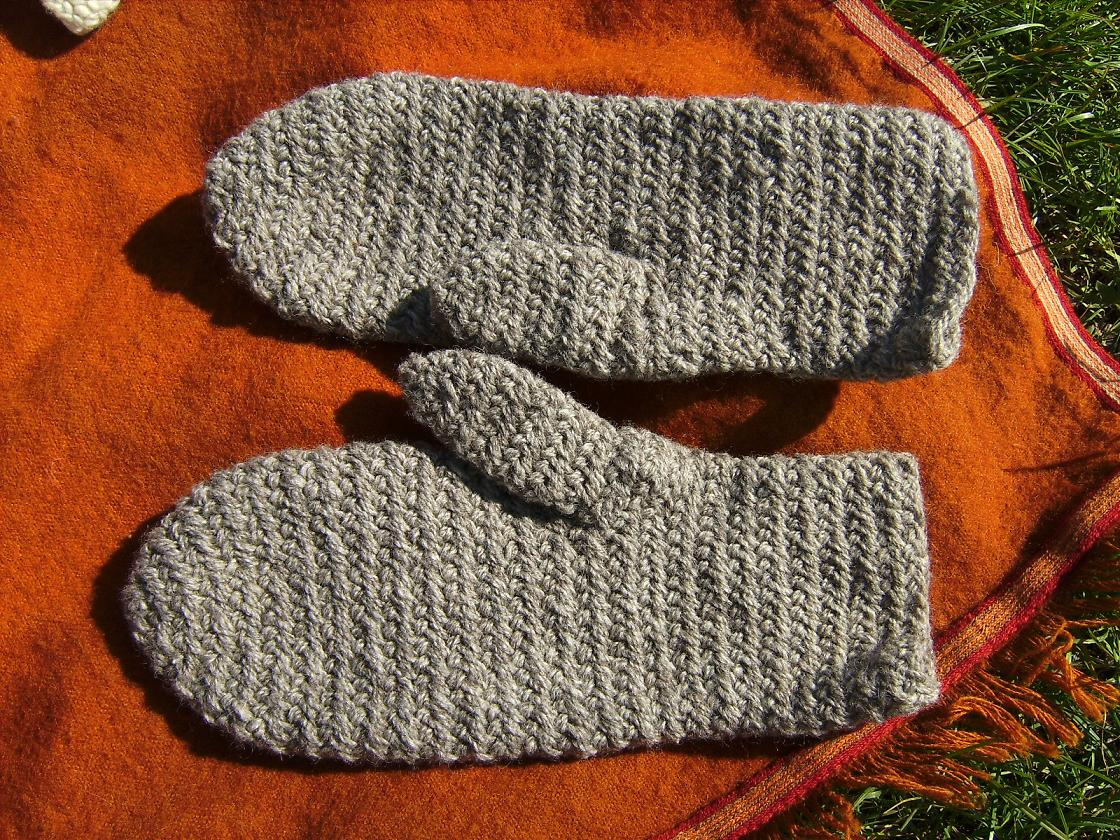
В'язані рукавиці

Рукави́ця — предмет одягу для кистей рук, у якому є два відділення: одне для великого пальця, а інше — для всіх інших пальців. Призначені для захисту кистей від холоду (зимові рукавиці) або від пошкоджень (робочі рукавиці).

## Опис
Рукавиці ефективніше зберігають тепло рук, ніж рукавички, оскільки окремо пальці швидко замерзають. Зазвичай їх в'яжуть з вовни (зимові рукавиці), але вони можуть також бути виготовлені зі шкіри, трикотажу та інших матеріалів та їх комбінацій. Рукавиці часто є невід'ємною частиною національних костюмів північних народів.
Існують також рукавиці, створені спеціально для військових, де, крім відділення для великого пальця, є відділення для вказівного пальця (щоб було можливо натискати спусковий гачок, не знімаючи рукавиць).
Рукавиці часто є деталлю спецодягу.
На початку XXI століття рукавиці стали модним аксесуаром, часто виготовленим з натуральної шкіри (іноді замші), як обробка використовувалися натуральне хутро, вишивка, стрази.

## Різновиди
| Фото | Назва                            | Опис                                                                                                  |
| ---- | -------------------------------- | --- |
|      | В'язані рукавиці                 | Зазвичай, виріб ручної роботи.                                                                        |
|      | Рукавиці в національному костюмі | Рукавиці трапляються в національному костюмі саамі (Норвегія) та ін.                                  |
|      | Рукавиця-прихватка               | Використовується для уникнення опіків при дотику до гарячого кухонного посуду.                        |
|      | Рукавички (пальчатки)            | Рукавиці з відділеннями для кожного пальця                                                            |
|      | Мітенки                          | Шкіряні рукавички «без пальців». Використовуються байкерами та любителями мотоспорту.                 |
|      | Вачеги                           | Рукавиці для захисту від надвисоких температур. Їх використовують сталевари, склодуви, зварювальники. |